# Контрада Систо (Козенца)
Контрада Систо је насеље у Италији у округу Козенца, региону Калабрија.
Према процени из 2011. у насељу је живело 43 становника. Насеље се налази на надморској висини од 93 м.